# Superliga 2 Masculina de Voleibol de España 2020-21
La Superliga 2 Masculina de Voleibol de España 2020-21 (también conocida como SVM 2 o Superliga 2) es la segunda máxima categoría del voleibol español. Consta de dos fases: la liga regular que se compone de dos grupos (A y B) y la fase final que enfrenta a los mejores de ambos grupos. El torneo lo organiza la Real Federación Española de Voleibol (RFEVb).

## Equipos

### Grupo A
| Club                          | Sede          | Comunidad autónoma | Pabellón                             |
| ----------------------------- | ------------- | ------------------ | ------------------------------------ |
| Calasancias Coruña            | La Coruña     | Galicia            | Barrio de Las Flores                 |
| CD Badajoz Extremadura        | Badajoz       | Extremadura        | Las Palmeras                         |
| Club Vigo Voleibol            | Vigo          | Galicia            | Polideportivo Municipal de Coia      |
| CV San Roque Batán            | Las Palmas    | Islas Canarias     | Polideportivo Municipal El Batán     |
| CV Sayre                      | Las Palmas    | Islas Canarias     | Carlos García San Román              |
| Extremadura Cáceres PH        | Cáceres       | Extremadura        | Pabellón Multiusos Ciudad de Cáceres |
| Extremadura Grupo Laura Otero | Miajadas      | Extremadura        | Pabellón Municipal de Miajadas       |
| Intasa San Sadurniño          | San Sadurniño | Galicia            | Pabellón Municipal de San Sadurniño  |
| Voleibol Dumbría              | Dumbria       | Galicia            | O Conco                              |

### Grupo B
| Club                        | Sede                   | Comunidad autónoma | Pabellón                        |
| --------------------------- | ---------------------- | ------------------ | ------------------------------- |
| Arona Intersport            | Santa Cruz de Tenerife | Islas Canarias     | Jesús Domínguez Grillo          |
| Cisneros Alter              | La Laguna              | Islas Canarias     | Colegio Cisneros Alter          |
| CV Collado Villalba         | Collado Villalba       | Madrid             | Kike Blás                       |
| CV Pizarra                  | Pizarra                | Andalucía          | Dani Pacheco                    |
| cvleganes.com               | Leganés                | Madrid             | Emilia Pardo Bazán              |
| CyL Palencia 2020           | Palencia               | Castilla y León    | Campo de la Juventud            |
| Grupo Egido Pinto           | Pinto                  | Madrid             | Príncipes de Asturias           |
| Michelin Mintonette Almería | Almería                | Andalucía          | Palacio Juegos del Mediterráneo |
| VP Madrid                   | Madrid                 | Madrid             | CDM Entrevías                   |

### Grupo C
| Club                        | Sede          | Comunidad autónoma   | Pabellón                                   |
| --------------------------- | ------------- | -------------------- | ------------------------------------------ |
| Cevol Torredembarra         | Torredembarra | Cataluña             | Pavelló Sant Jordí                         |
| CV Mediterráneo Castellón   | Castellón     | Comunidad Valenciana | Pabellón Pablo Herrera                     |
| Familycash Xátiva Voleibol  | Játiva        | Comunidad Valenciana | Pabellón Municipal de Játiva               |
| Léleman Voleibol Valencia   | Valencia      | Comunidad Valenciana | Pabellón Municipal Benicalap Sur           |
| Refoart Volei Muro          | Muro          | Islas Baleares       | Poliesportiu Muro                          |
| Sedka Novias Villena Petrer | Petrel        | Comunidad Valenciana | Pabellón Gedeón e Isaías Guardiola         |
| Servigroup Benidorm         | Benidorm      | Comunidad Valenciana | Pabellón Raúl Mesa                         |
| Tarragona SPSP              | Tarragona     | Cataluña             | Pabellón Municipal de Sant Pere i Sant Pau |
| Voleibol Mundet             | Barcelona     | Cataluña             | Pabellón Municipal del Carmel              |

## Clasificación

### Grupo B
| | Equipo                      | Puntos | J  | G3 | G2 | P1 | P0 | SF | SC | PF   | PC   |
| --- | --------------------------- | ------ | -- | -- | -- | -- | -- | -- | -- | ---- | ---- |
| 1 | Arona Intersport            | 44     | 16 | 14 | 1  | 0  | 1  | 46 | 8  | 1321 | 1033 |
| 2 | Cisneros Alter VB           | 35     | 16 | 11 | 0  | 2  | 3  | 40 | 17 | 1324 | 1130 |
| 3 | cvleganes.com               | 32     | 16 | 10 | 1  | 0  | 5  | 36 | 20 | 1292 | 1205 |
| 4 | CV Pizarra                  | 27     | 16 | 6  | 4  | 1  | 5  | 34 | 28 | 1359 | 1369 |
| 5 | Grupo Egido Pinto           | 23     | 16 | 6  | 2  | 1  | 7  | 27 | 30 | 1234 | 1224 |
| 6 | Voley Playa Madrid          | 18     | 16 | 3  | 2  | 5  | 6  | 27 | 38 | 1367 | 1432 |
| 7 | Michelin Mintonette Almería | 16     | 16 | 4  | 2  | 0  | 10 | 21 | 37 | 1209 | 1349 |
| 8 | CV Collado Villalba         | 14     | 16 | 2  | 2  | 4  | 8  | 20 | 41 | 1263 | 1389 |
| 9 | CyL Palencia 2022           | 7      | 16 | 1  | 1  | 2  | 12 | 13 | 45 | 1138 | 1376 |
| Fuente: Federación Española de Voleibol: Clasificación de la Superliga Masculina 2 - Grupo B; actualización automática |                             |        |    |    |    |    |    |    |    |      |      |

### Grupo C
| | Equipo                      | Puntos | J  | G3 | G2 | P1 | P0 | SF | SC | PF   | PC   |
| --- | --------------------------- | ------ | -- | -- | -- | -- | -- | -- | -- | ---- | ---- |
| 1 | Léleman Voleibol Valencia   | 37     | 16 | 11 | 1  | 2  | 2  | 41 | 21 | 1474 | 1330 |
| 2 | Tarragona SPSP              | 34     | 16 | 8  | 5  | 0  | 3  | 42 | 22 | 1456 | 1350 |
| 3 | CV Mediterráneo Castellón   | 32     | 16 | 8  | 3  | 2  | 3  | 39 | 24 | 1481 | 1375 |
| 4 | Servigroup Benidorm         | 26     | 16 | 6  | 3  | 2  | 5  | 34 | 29 | 1392 | 1402 |
| 5 | Sedka Novias Villena Petrer | 25     | 16 | 7  | 1  | 2  | 6  | 34 | 30 | 1469 | 1444 |
| 6 | Cevol Torredembarra         | 21     | 16 | 5  | 2  | 2  | 7  | 28 | 35 | 1379 | 1426 |
| 7 | Familycash Xátiva Voleibol  | 17     | 16 | 3  | 1  | 6  | 6  | 25 | 40 | 1401 | 1456 |
| 8 | Refoart Volei Muro          | 13     | 16 | 2  | 2  | 3  | 9  | 19 | 40 | 1241 | 1364 |
| 9 | Voleibol Mundet             | 11     | 16 | 1  | 3  | 2  | 10 | 21 | 42 | 1295 | 1441 |
| Fuente: Federación Española de Voleibol: Clasificación de la Superliga Masculina 2 - Grupo C; actualización automática |                             |        |    |    |    |    |    |    |    |      |      |

- Datos: Q104001139